# Ecomuseu do Corvo
O Ecomuseu do Corvo é um museu de território que abarca toda a ilha do Corvo, na Região Autónoma dos Açores. Sendo um projeto museológico conquanto pretende salvaguardar, valorizar e transmitir o património corvino (cultural, natural, humano e paisagístico) é, em simultâneo um projeto de desenvolvimento pois visa a mobilização desse património para o desenvolvimento local sustentável.
Conta já com uma estrutura física, a Casa do Tempo, onde os visitantes podem apreender, através dos conteúdos expositivos, a informação que lhes permitirá compreender e interpretar o que encontram no território.
Este e um processo dinâmico através do qual a comunidade corvina preserva, interpreta e gere o seu património - cultural, natural, humano e paisagístico - para o desenvolvimento sustentável.
Ao contrário de um museu tradicional onde existe um edifício com uma coleção para um público-alvo que consome a oferta cultural, num Ecomuseu temos um território, o património que este contém e que deve servir a comunidade da qual faz parte e que é o público-alvo das ações do Ecomuseu, tendo um papel ativo nessas ações, enquanto legítimos herdeiros do seu património.

## História
O  Ecomuseu do Corvo foi implementado em 2015 e resulta de uma pareceria entre o Governo Regional dos Açores e a Câmara Municipal do Corvo, tendo por base um acordo da comunidade.